# Баталя (мікрорегіон)

Баталья (порт. Microrregião de Batalha) — мікрорегіон в Бразилії, входить в штат Алагоас. Складова частина мезорегіону Сертан штату Алагоас.

## Склад мікрорегіону
До складу мікрорегіону включені наступні муніципалітети:
1. Баталья
2. Белу-Монті
3. Жакаре-дус-Оменс
4. Жараматая
5. Мажор-Ізідору
6. Монтейрополіс
7. Олью-д'Агуа-дас-Флоріс
8. Олівенса
9. Сан-Жозе-да-Тапера

| Бразилія | Це незавершена стаття з географії Бразилії. Ви можете допомогти проєкту, виправивши або дописавши її. |